# 한국사회교육원
한국사회교육원(韓國社會敎育院, Korea Social Education Center)는 교육과학기술부 등록(제30호) 평생교육기관이다. 본부는 서울특별시 서초구 반포대로14길 30에 있다.